# نيسان ار 380
نيسان ار 380 (بالإنجليزية: Nissan R381)‏ هي سيارة سباق سيارات من صناعة نيسان موتورز.